# Daily Mail
Daily Mail er en britisk tabloid nyhedsavis, der udgives dagligt. Avisen blev første gang udgivet i 1896 af Lord Northcliffe og er Storbritanniens næst mest solgte nyhedsavis efter The Sun. Søsteravisen The Mail on Sunday blev startet i 1982, og skotske og irske version blev startet i henholdsvis 1947 og 2006. Daily Mail var Storbritanniens første daglige nyhedsavis, fokuseret på mellemmarkedet, og den første til at sælge en million eksemplarer om dagen. 

## Forsiden, der skabte historie
Torsdag 13. februar 1997 viste redaktør Paul Dacre  sit forslag til næste dags forside: MORDERE The Mail beskylder disse mænd for drab. Hvis vi tager fejl, lad dem sagsøge os. Efter en søvnløs nat blev Dacre den følgende dag mødt af rasende jurister og konkurrerende media, der mente, han burde fængsles for foragt for domstolen; men senere blev Daily Mail hyllet både af Labour-leder Ed Miliband og af sine konkurrenter for sit mod. I foråret 1993 blev den 18-årige, farvede arkitektstudent Stephen Lawrence knivstukket af fem unge hvide mænd, mens han sammen med en kammerat ventede på bussen i Eltham i London. Han døde af blodtab. Men selv om politiet to uger senere havde arresteret flere af de skyldige, og samtlige fem blev anklaget for drabet, skete der ikke mer af mangel på fældende bevis. Først i den første uge af 2012 blev David Norris  og Gary Dobson  dømt for drabet, som Times mente, ville omtales som lynchning, hvis det var foregået i USA. Daily Mails opslag medførte, at indenrigsminister Jack Straw igangsatte en granskning af Metropolitan Police, der konkluderede med, at politiets efterforskning var "skæmmet af en blanding af faglig inkompentence, institutionel racisme og svigtende ledelse." I august 2010 bad politikvinden Cressida Dick om tilladelse til at genoptage efterforskningen af Gary Dobson. Allerede 9. september blev Dobson og David Norris tiltalt for mordet. Daily Mail bidrog herved også til at ændre en 800 år gammel lov, der forhindrede, at samme person kunne anklages to gange for den samme forbrydelse. Det var denne ændring, der gjorde det muligt at få Lawrences drabsmænd dømt. 

## Bidragsydere

### Notable jævnlige bidragsydere (nutidige og tidligere)
| Journalister - Claire Bates - Craig Brown - Alex Brummer - Julie Burchill - Rebecca Camber - Patrick Collins - Derek Draper - Sam Greenhill - Roy Hattersley - Liz Jones | - John Junor - Des Kelly - Tom Kelly - Ann Leslie - Quentin Letts - Richard Littlejohn - Edward Lucas - David Mellor - Jan Moir - Julie Moult | - Melanie Phillips - Graham Poll - Paul Sheehan - Norman Tebbit - Michael Winner - Stephen Wright - Peter Hitchens - Keith Waterhouse | Tegnere - Alex Graham - Stanley McMurtry Fotografer - Dave Parker - Mark Richards - Jamie Wiseman |

### Tidligere skribenter
- Paul Callan
- Edgar Wallace (Krigskorrespondent fra Boerkrigen)
- William Comyns Beaumont (forlod avisen i 1930 for at grundlægge The Bystander)
- Anthony Cave Brown (arbejde der fra midten af 1950'erne og igennem midten af 1960'erne. I 1958 vandt han prisen "Reporter of the Year")
- Nigel Dempster
- Simon Heffer (forlod avisen i 2005 for at arbejde for Daily Telegraph)
- Paul Johnson (Forlod avisen i 2001 og skriver nu for Daily Telegraph og The Spectator
- Linda Lee Potter (skrev for avisen fra 1967 frem til sin død i 2004)
- William Le Queux
- Valentine Williams (1883–1946)
- Ian Wooldridge

## Redaktører
1899: Thomas Marlowe
1926: W. G. Fish
1929: Oscar Pulvermacher
1930: William McWhirter
1931: W. L. Warden
1935: Arthur Cranfield
1939: Bob Prew
1944: Stanley Horniblow
1947: Frank Owen
1950: Guy Schofield
1955: Arthur Wareham
1959: William Hardcastle
1963: Mike Randall
1966: Arthur Brittenden
1971: David English
1992: Paul Dacre
Kilde: D. Butler and A. Sloman, British Political Facts, 1900–1975 p. 378